# Ayerbe de Broto
Ayerbe de Broto est un village de la province de Huesca, situé à environ cinq kilomètres au sud de Broto, à laquelle il est rattaché administrativement, à 1 187 mètres d'altitude, à proximité d'Asín de Broto, le village habité le plus proche. 
La première mention du village dans des sources écrites remonte à 1042. L'église date du XVIIIe siècle et est dédiée à la Nativité de Marie. Il a compté jusqu'à 16 maisons occupées et 91 habitants en 1857. Le village est complètement inhabité depuis les années 1970. 